# Abbaye Saint-Étienne de Fontenay
Pour les articles homonymes, voir Abbaye Saint-Étienne.
L'abbaye Saint-Étienne de Fontenay, Fontanetum est une abbaye bénédictine située à Saint-André-sur-Orne dans le Calvados en Normandie. Elle ne doit pas être confondue avec l'abbaye de Fontenay en Bourgogne.

## Localisation
L'abbaye est située dans le département français du Calvados, au bord de l'Orne, sur la commune de Saint-André-sur-Orne à 7 km au sud de Caen.

## Historique
Les anciens bâtiments conventuels du XIIIe et du XVIIIe siècles sont inscrits au titre des monuments historiques depuis 1945 et le site depuis 1943.

### Fondation
Les chartes de fondation de l'abbaye n'existent plus. C'est vers la première moitié du XIe siècle que l'on a connaissance de la première fondation, grâce à un relevé de 1070 demandé par Guillaume le Conquérant à Raoul III Tesson, petit-fils du fondateur Raoul Ier Tesson (ou Taisson). C'est sans doute peu après la bataille du Val-ès-Dunes de 1047, gagnée par le jeune Guillaume le Bâtard contre l'insurrection de ses barons rebelles grâce au ralliement in extremis de l'un d'entre eux, Raoul Tesson, que ce dernier fonda sur ses terres de Fontenay cette abbaye bénédictine, sous le consentement de Hugues, évêque de Bayeux. C'est là qu'il sera enterré plus tard, ainsi que son frère Erneis et également son neveu Robert Fils-Erneis tué à la bataille d'Hastings en 1066 et dont le duc (désormais roi) Guillaume fera rapporter le corps en Normandie pour être inhumé à Fontenay.
Étienne, premier martyr, est un saint particulièrement vénéré depuis que Robert le Magnifique, père de Guillaume, a rapporté de son pèlerinage en Terre sainte une relique (un doigt de saint Étienne). L'historien Lucien Musset écrit en 1961 que « l'abbaye de Saint-Étienne de Fontenay est sans doute la plus ancienne fondation monastique de la région caennaise ».
Henri, duc de Normandie et roi d'Angleterre à partir de 1133, exempte les moines des droits de douane, péages et autres coutumes qui lui appartiennent tant en France qu'en Angleterre.
Au XIIe siècle, les donateurs sont les diverses branches de la famille des Tesson ou dans leur mouvance : Percy seigneur de Cahan, Meslay seigneur de Meslay, Mesnil Ursin seigneur de May, Marmion seigneur de Fontenay-le-Marmion, Soligny seigneur de Bernières, Touchet seigneur de Fresnay-le-Puceux, Patry seigneur du Mesnil-Patry, Vey seigneur de Saint-Marc-d'Ouilly, Clécy seigneur de Saint-Lambert, Jean comte de Mortain, Geoffroy Marmion, Clinchamps seigneur de Clinchamps…
Au cours de la première partie de son histoire, l'abbaye connut une grande prospérité, mais le long conflit franco-anglais (guerre de Cent Ans) lui fut ensuite préjudiciable au XIVe siècle. Deux siècles plus tard elle fut à nouveau la proie de pillages protestants pendant les guerres de Religion du XVIe siècle. Puis ce furent ses abbés commendataires qui l'appauvrirent. C'est donc un domaine en piètre état que trouvera Pierre-Daniel Huet en 1699 mais auquel il s'efforcera — et son neveu après lui — de rendre son ancienne grandeur.

### Les abbés réguliers
Les vingt-six premiers abbés de Fontenay furent réguliers ; les dix-sept suivants ont tous été commendataires après le concordat de Bologne conclu entre Léon X et François Ier.
Le premier abbé Gaudrefroy de Vasppree est un moine de l'abbaye de Lyre dont il est tiré par Guillaume, duc de Normandie. Sous l'abbé Hugues moine de l'abbaye de Troarn, Robert Fils-Erneis, neveu du fondateur, fait des donations considérables avant la conquête de l'Angleterre (à laquelle il participera et où il perdra la vie). Suivent les abbés : Herbert, Guillaume, 1156 Robert de Cusley, 1180 Robert II prieur de l'abbaye de Saint-Pierre-sur-Dives, Gaudefroy, 1213 Alexandre, 1227 Raoul, 1249 Robert III, 1278 André.
En 1288, Thomas reçoit des bulles du pape Nicolas IV.
1293 Richard, 1309 Alain, Herbert, 1333 Thomas Le Vavasseur, Jean Ier, 1385 Pierre Ier.
Le 16 août 1417, le roi d'Angleterre Henri V passe la nuit à l'abbaye. L'abbé, rallié comme beaucoup d'autres à la cause anglaise, lui prête serment en 1420.
1429, Jean II étudiant de l'université de Paris, 1434 Pierre II. En 1450, après la victoire de Formigny des Français sur les Anglais, l'abbé Jean Tostain fait serment au roi de France Charles VII, qui rend à l'abbaye ses possessions. 1461 Jean III, 1491 Laurent Lenou et en 1504 Jean Conseil, le dernier abbé régulier.

### Les abbés commendataires

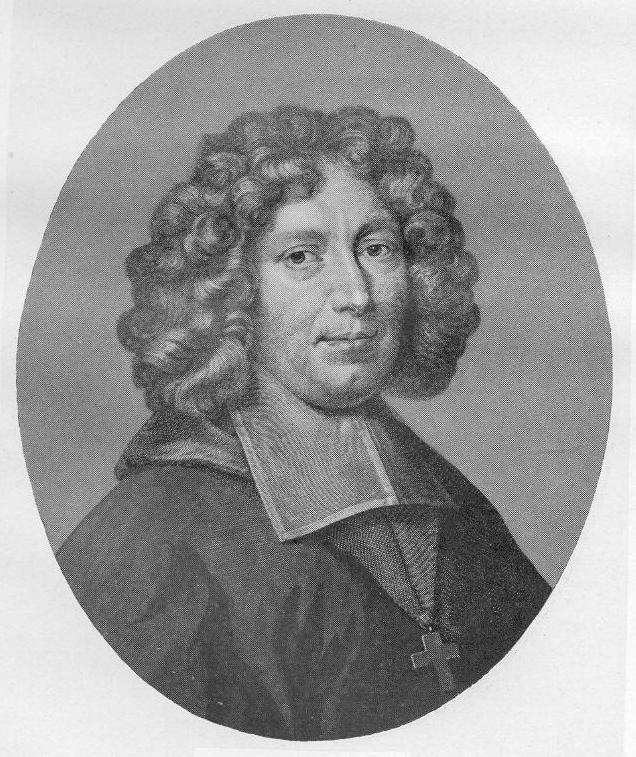
Pierre-Daniel Huet.

En 1548, l'abbaye est mise sous commende avec Martin Ruzé, chanoine de l'Église de Paris, conseiller au parlement. Suivent Pierre Duval, Joachim du Griffon chapelain de la Sainte-Chapelle, Thomas Augier. Nicolas Fontaine est encore abbé en 1598 et aliène des biens du monastère.
Nicolas Duval sieur de Fontenay, conseiller au Parlement de Paris, obtient la commende de l'abbaye Saint-Vincent de Senlis ; en 1586, celle de l'abbaye de Ham ; en 1587, celle de l'abbaye de Moiremont, qu'il garde jusqu'en 1599, pour devenir commendataire de l'abbaye de Fontenay.
Charles de Bourbon[Lequel ?] est archevêque de Rouen. Guy Champion seigneur de la Chaise, évêque de Tréguier soutient des procès contre le seigneur de Harcourt.
En 1635, Guillaume Boivin, grand doyen de la cathédrale d'Avranches et conseiller du Parlement, fait beaucoup de réparations à l'église. Son successeur, Louis de Béringhem, se marie et est remplacé par Clair Gilbert d'Ornaison comte de Chamarande.
En 1699, le célèbre Pierre-Daniel Huet, sous-précepteur du Grand Dauphin, membre de l'Académie française, abbé de l'abbaye d'Aunay, abandonne pour raison de santé son évêché d'Avranches et le roi Louis XIV lui donne Fontenay pour le dédommager. Il laisse une importante correspondance avec son neveu Michel-Gabriel de Charsigné sur sa vie à Fontenay, ses travaux, ses rapports avec les héritiers du précédent abbé, le prieur et les moines, ses fermiers, voisins et employés. Après avoir restauré l'abbaye et ses jardins, il entre en conflit avec les religieux, ces derniers refusant l'adhésion à la congrégation de Saint-Maur. Accablé de procès par ses moines, Huet se retire à Paris chez les Jésuites où il meurt en 1721.
De 1727 à sa mort en 1775, son neveu Michel-Gabriel de Piédoüe d'Héritôt, seigneur de Charsigné, docteur en théologie de la Faculté de Paris, est abbé à son tour ; il s'installe à Fontenay, se consacre aux jardins qu'il rend parmi les plus beaux de la région, et réussit enfin à réformer l'abbaye en introduisant en 1752 les religieux de la congrégation de Saint-Maur.
Enfin, Pierre-Jean-Charles de Montazet cède aux religieux l'abbatiale de Fontenay contre le Clos sur l'Orne et une rente de 1 000 livres. Il est le dernier abbé.

### Le temporel
Raoul Tesson et son frère Erneis donnent lors de la fondation (vers 1047) toute la terre qu'ils possèdent dans la vallée de Fontenay : églises, moulins, vignes, droits sur la forêt de Cinglais et le marché de Thury.
En 1587, l'abbaye vend 50 acres de terre à Vieux 752 écus pour payer sa part de la rente accordée au roi par le pape sur le temporel des biens ecclésiastiques du diocèse.
En 1699, les revenus nets sont de 40 000 livres. Il reste 11 600 livres pour l'abbé plus 1 000 livres des dîmes sur les bois de Thury. Le prieur reçoit 1 000 livres, trois religieux 500 livres, un moine non prêtre 300 livres.
En 1777, les religieux échangent avec l'abbé commendataire la maison abbatiale, une petite maison, l'enclos et le jardin, les taillis et les arbres sur dix-huit acres de terre, deux écuries, salles, colombier, boulangerie, pressoir et greniers contre le clos sur l'Orne contenant dix-huit acres avec colombier, jardins, emplacement de maisons, grange et la grande allée plantée d'arbres pour y construire l'abbatiale et les jardins de l'abbé plus une rente de 1 000 livres.
Lorsqu'éclate la Révolution française, les magnifiques jardins à la française aménagés par l'abbé Huet puis l'abbé de Charsigné ont déjà disparu, l'abbaye très délabrée ne compte plus que six religieux. Le domaine est vendu comme bien national en 1793 pour 61 000 francs à Monsieur de La Poterie.
Le domaine passe ensuite à Monsieur de La Faverie, qui repose aujourd'hui au cimetière de Saint-André ; celui-ci détruit la plus grande partie des bâtiments monastiques : vers 1830, il rase les ruines de l'église abbatiale et du cloître adjacent, un bâtiment à l'ouest longeant le « chemin du bac » qui abritait entre autres l'ancienne porcherie et un moulin, ainsi qu'une grange dîmière médiévale plus au sud, pour ne conserver en bord d'Orne à usage agricole qu'un grand bâtiment conventuel du XIIIe siècle voûté à l'intérieur et flanqué à l'extérieur de contreforts (qui servira de grange et d'étable jusqu'au départ du dernier fermier, André Sablery, dans les années 1970) et, comme résidence de campagne, le logis abbatial du XVIIIe siècle.
La propriété est rachetée en 1872 par Alexandre Carel (1833-1896), bâtonnier à Caen dont l'épouse Amélie Vauloger de Beaupré a de la famille proche dans les environs immédiats (ses parents à Vieux, son cousin Hobey au château de Bully de l'autre côté de l'Orne), et leur descendance directe a conservé ce domaine jusqu'à ce jour : familles Colard, Dario, d'Amonville, Noble.
L'abbaye possédait :
- prieurés : Culey, Payens, Hermitage[14] ;
- églises : Saint-André de Fontenay, Saint-Martin de Fontenay, Boulon, May, Clécy, Saint-Lambert, Saint-Sauveur de La Villette, Saint-Médard, Cahan, Mesnil-Hubert, Saint-Jean de Rouvrou, Saint-Vaast, Séqueville, Crocy, Notre-Dame de Rouvrou, Cesny-en-Cinglais, Culey, la chapelle Saint-Georges de Culey, Sainte-Marie de Cierney et le patronage de Thury ;
- chapelles : Pont d'Ouilly ;
- dîmes ou traits de dîmes : Cinglais, Langrune, Sallenelles et le moulin de Clécy ;
- terres : Cinglais, Fontenay-le-Marmion, Langrune, Bény, Acqueville, Saint-Aignan-de Crasmesnil, Mesnil-Patry, Gelé, Cingal, Vieux, Roncerais, Verrières Eterville, Saint-Lambert, Ver, Fosse-Roche, Saint-André de Fontenay, Barbery, Terre des Acres, Clinchamps, Esquay, Bully, Hubert-Folie, Feuquerolles, Fontaine-Etoupefour, Ifs, Allemagne, Fontenay-le-Pesnel, Etavaux, Cambes, Feuguerolles, Garcelle, Fierville, Grenteville, Vieux-Fresne, Tosteval, Estrée, Mesnil-Patry, Fresnay le Vieux, Cormelles, Saint-André de Christot, Bourguébus, Saint-Sylvain, Soliers, Bô, Saint-Martin de Friardel et des prés à Caen ;
- rentes : Crasmesnil, Verrières, May, Cingal, Tosteval, Lion-sur-Mer, Fierville, Thury, Ouistréam, Rocquencourt, Barbery, Sallenelle, Feuguerolles, Cingal, Baron, Mesnil-Patry, Fontenay le Pesnel, Eraines, Bretteville sur Laize, Bourguébus et Hubert-Folie ;
- bois : bois des Templiers à Cinglais et Saint-Lambert ;
- moulins : Arondel, Fontenay, Fierville et Potigny ;
- carrières : Étavaux ;
- maisons : Éterville, Saint-André de Fontenay, maisons et manoir à Caen ;
- vin : Airan[15].

Le dimanche 11 juin 1944, l'abbé Poirier, curé de Saint-Pierre de Caen, rejoint un groupe de quatre-vingt sinistrés de la paroisse Saint-Pierre, réfugiés au Clos Saint-Joseph tout proche. L'abbé Poirier célébra ce jour-là dans la chapelle Saint-Étienne de Fontenay une messe exceptionnelle pour les victimes et les survivants. Fait peu commun : croyants et non croyants communièrent ensemble dans une même émotion par l'Eucharistie. L'abbé Poirier retourna à Caen et fut tué dans un bombardement quelques jours plus tard.

### Les bâtiments

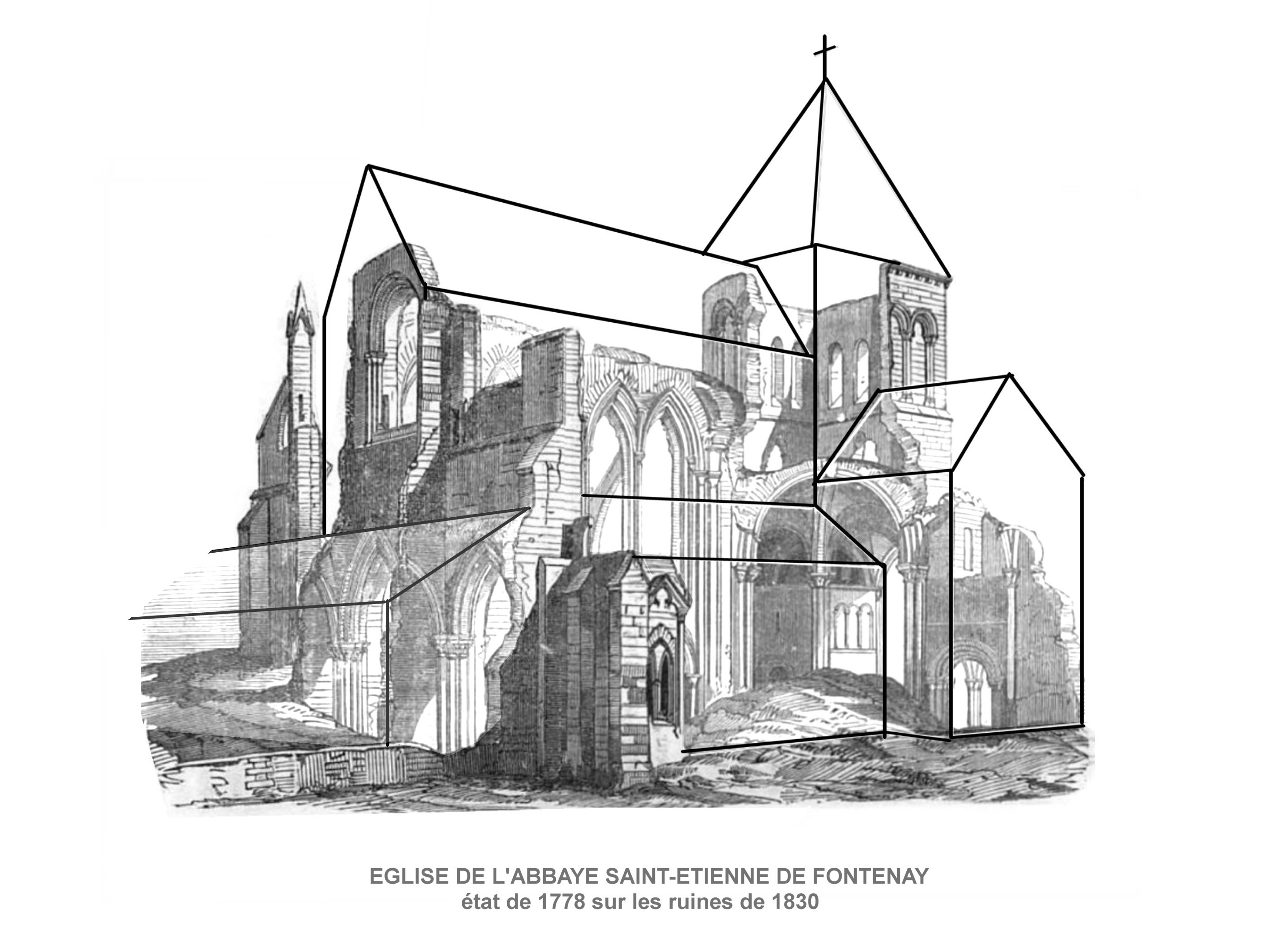
L'église en 1778 sur les ruines de 1830.

S'il ne reste aujourd'hui que deux bâtiments (un bâtiment conventuel du XIIIe siècle au bord de l'Orne, et le logis abbatial du XVIIIe siècle), des documents graphiques et des textes nous permettent de retrouver l'organisation du site : ce sont les lettres de l'abbé Huet entre 1700 et 1727, une vue de la façade nord de l'église avec l'aile est du cloître, une vue sur l'angle sud-est du bâtiment existant avec un retour d'angle des bâtiments sud du monastère, le détail de l'échange des religieux et de l'abbé de 1777, le cadastre napoléonien dont le parcellaire conserve l'entrée principale de l'abbaye, le mur d'enceinte et l'emplacement de l'église en cours de démolition, une lithographie des ruines de l'église en 1830, et une description de 1849.
On accédait à l'abbaye par le « chemin du bac » (aujourd'hui rue des Canadiens) au nord du site menant au bac (aujourd'hui pont) sur l'Orne, qui se continuait au-delà par la très ancienne route vers la ville gallo-romaine de Vieux (aujourd'hui Vieux-la-Romaine) et vers Évrecy. Dans  une cour commune à l'ouest de l'église étaient regroupées les annexes de fonctionnement : logement du portier, écuries, boulangerie, pressoir et grenier.
L'église : le chœur, le transept et la tour carrée couverte d'une pyramide appartenaient au style roman. La nef de style ogival datait du XIIIe siècle.
En 1699, l'abbé commendataire Pierre-Daniel Huet oblige le prieur à quitter le logis abbatial qui donne sur la cour et le jardin pour en faire sa résidence. Il réaménage ce bâtiment (le logis actuel est donc du XVIIIe siècle, sur une cave voûtée beaucoup plus ancienne), crée un jardin avec terrasse et jet d'eau, plante des cerisiers, organise le site pour éviter les contacts avec la « canaille ».
En 1777, dans l'échange entre l'abbé de Montazet et les religieux figure l'obligation de détruire la maison abbatiale et d'en reconstruire une autre dans les dix ans. Une partie est démolie en 1786 mais non remplacée : subsiste le logis actuel.

### Iconographie

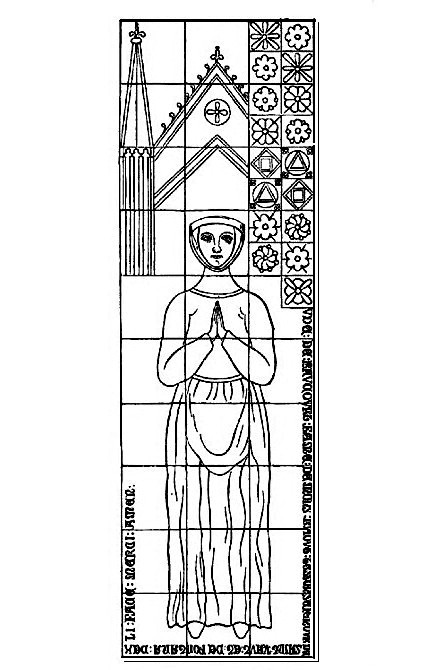
Plate-tombe.

Vers 1700, Foucault, l'intendant de Caen, fait dessiner les plates-tombes, les fresques, la sculpture, les tombeaux et les armes de l'abbaye de Fontenay.
- Les plates-tombes sont des monuments funéraires en céramique à l'effigie du défunt et généralement accompagnés d'une épitaphe. Leur type de production est celui du Bessin qui regroupe les productions des potiers du Molay aux XIIIe et XIVe siècles. Les figures sont légèrement en relief et la qualité du dessin laisse penser qu'ils travaillaient avec les imagiers des dalles funéraires. Une des plates-tombes porte la date de 1340 et les deux autres sont probablement du premier tiers du XIVe siècle[22].

Ces plates-tombes représentent une femme en robe longue composée de trente morceaux de brique et est située dans le chœur de l'église, un chevalier revêtu de la cotte de mailles, tête nue et mains jointes en treize morceaux de brique, un ecclésiastique, Guillaume de Croisille, tenant un calice et revêtu d'une chasuble en trente morceaux de brique, long de 7 pieds et datée 1340.
- L'abbaye possède deux fresques sur le même thème Les trois vifs et les trois morts ou trois cavaliers et trois squelettes. La première, haute de trois pieds, est sur le mur d'une chapelle et l'autre haute d'un pied dans le cloître.
- Une sculpture du fondateur Raoul Tesson haute d'un pied dans le cloître.
- Quatre tombeaux: dans la cour du cloître, la nef, le chœur et dans la chapelle de la Vierge.
- Les armes de Pierre Duval, évêque de Séez, premier abbé commendataire, situées sur la grande porte de l'abbaye, et les armes des Tesson, dans l'église, le cloître et divers lieux.

### Armoiries et Sceaux

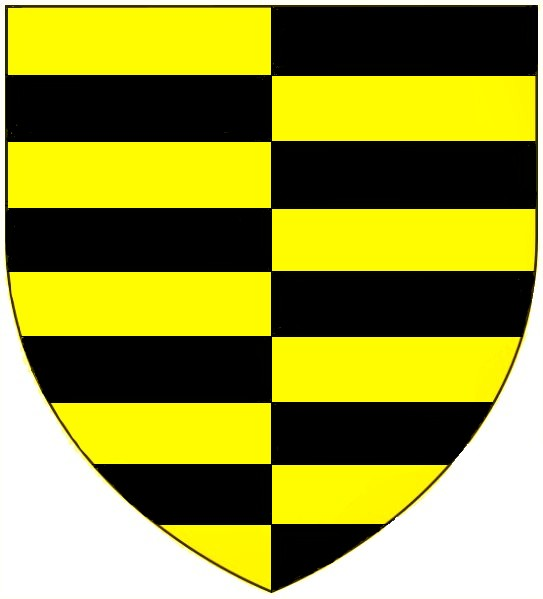

Les armes de l'abbaye se blasonnent : D'or, parti de sable à quatre fasces de l'un et de l'autre.
Sceau ogival de Mahaut De La Lande-Patry : Dame debout tenant un rameau.
Sceau de Guillaume Mancel.
Sceau de Raoul de Croisille.
Sceau de la vicomté d'Orbec 1407.